# 李彩玟
李彩玟（： Lee Chae-min，2000年9月15日—），韓國男演員。

## 早年经历
李彩玟自认在学生时代是一个努力学习的平凡学生，尽管收到许多经纪公司的邀约，但他一直埋头学习。他在高中时期的成绩非常优异，在大部分模拟考试中都获得了第一名的成绩，当时他的梦想是成为小学教师，并以考入师范大学为目标。
在升入高三前的寒假，李彩玟突然产生了成为演员的想法，与父母商议后开始为艺术院校作准备。李彩玟高考考上包括韓國藝術綜合學校在内的几所大学，最终将前途定为演员并升学。他在韩国艺术综合学校读完二年级后选择了休学。

## 演艺经历
经过将近一年的会议与考虑后，李彩玟于2020年与Goldmedalist簽訂專屬合約，他表示同公司的前辈金秀贤对其选择经纪公司有着重要影响。2021年，参演电视剧《High Class》正式出道。
2022年，被选为KBS音乐节目《音樂銀行》的固定主持，搭档人气女团IVE的成员張員瑛和LE SSERAFIM的成员洪恩採。
2023年，参演电视剧《浪漫速成班》，随着该剧的成功，其个人认知度亦获得大幅提升。2024年，首次作为主演参演Netflix原创剧集《名校的阶梯》。

## 个人生活
2024年3月25日，李彩玟经纪公司证实其与《浪漫速成班》同剧演员柳多仁交往。

## 影視作品

### 電視劇
| 年份 | 播出平台 | 劇名               | 角色         | 備註     |
| ---- | -------- | ------------------ | ------------ | -------- |
| 2021 | tvN      | 《High Class》     | 安勝祖       | 配角     |
| 2022 | KBS2     | 《由零開始愛上你》 | 李志浩       | 配角     |
| 2022 | tvN      | 《還魂：光與影》   | 釀酒人       | 特別出演 |
| 2023 | tvN      | 《浪漫速成班》     | 李善才       | 配角     |
| 2023 | tvN      | 《今生也請多指教》 | 姜珉起／天運 | 配角     |
| 2024 | Netflix  | 《名校的阶梯》     | 姜嘏         | 主演     |
| 2025 | MBC      | 《芭妮與哥哥們》   | 黃載烈       | 主演     |
| 2025 | tvN      | 《暴君的廚師》     | 李憲         | 主演     |
| 2025 | Netflix  | 《現金英雄》       |              | 配角     |

### 電影
| 年份   | 片名             | 角色   | 備註 |
| ------ | ---------------- | ------ | ---- |
| 待公布 | 《我們每天每天》 | 吳浩洙 | 主演 |

## 節目出演

### 主持
| 播出日期                    | 電視台 | 節目名稱     | 合作藝人 | 備註     |
| --------------------------- | ------ | ------------ | -------- | -------- |
| 2022年9月30日—2023年1月13日 | KBS2   | 《音樂銀行》 | 張員瑛   | 固定主持 |
| 2023年2月10日—2024年5月3日  | KBS2   | 《音樂銀行》 | 洪恩採   | 固定主持 |

### 綜藝節目
| 播出日期             | 電視台 | 節目名稱               | 集數     | 備註                 |
| -------------------- | ------ | ---------------------- | -------- | -------------------- |
| 2023年5月26日—6月9日 | KBS2   | 《新品上市 便利餐廳》  | E177—179 | 特別主持             |
| 2023年5月28日        | KBS2   | 《社長的耳朵是驢耳朵》 | E209     | 與洪恩採             |
| 2024年6月1日         | JTBC   | 《認識的哥哥》         | E436     | 與《名校的階梯》主演 |

## 奖项
- 2023年：2023品牌顾客忠诚度大奖—最有影响力的新人演员[18]
- 2023年：KBS演藝大獎—最佳情侣奖（与洪恩採）[19]

## 外部連結
- 李彩玟的Instagram帳戶
- 李彩玟在NAVER上的资料
- 李彩玟在互联网电影资料库（IMDb）上的資料（英文）
- 李彩玟在豆瓣上的资料（简体中文）